# Americamysis taironana
Americamysis taironana är en kräftdjursart som först beskrevs av Brattegard 1973.  Americamysis taironana ingår i släktet Americamysis och familjen Mysidae. Inga underarter finns listade i Catalogue of Life.